# Palazzo Mazzitelli

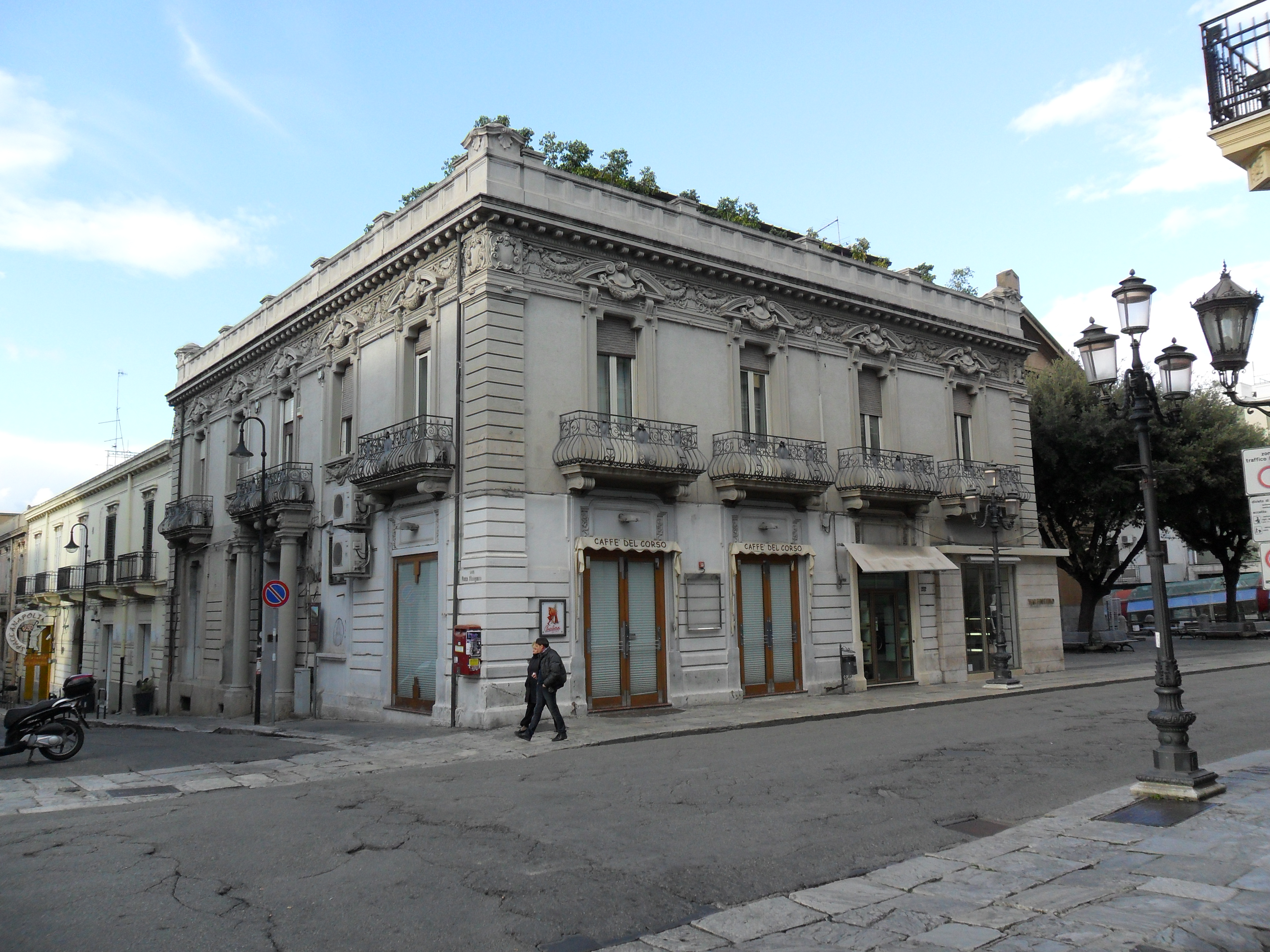
Palazzo Mazzitelli in Reggio Calabria

Der Palazzo Mazzitelli ist ein Palast mit neoklassizistischen und Jugendstilelementen aus den 1920er-Jahren im historischen Zentrum von Reggio Calabria in der italienischen Region Kalabrien. Er bedeckt einen Teil des Blocks zwischen dem Corso Giuseppe Garibaldi, der Via Fata Morgana und der Piazzetta di San Giorgio.

## Geschichte und Beschreibung
Das von dem Architekten Camillo Autore entworfene Gebäude wurde nach dem Erdbeben von 1908 ab derselben Stelle wiederaufgebaut und 1926 mit einem Stockwerk weniger als vor dem Erdbeben fertiggestellt. Heute sind dort Büros und Geschäfte untergebracht.
Der Palast hat zwei Stockwerke, einen quadratischen Grundriss und einen Innenhof. Die Fassaden erscheinen von neoklassizistischen Prinzipien durchdrungen, zeigen aber auch den Einfluss des Jugendstils.
Die Hauptfassade zur Via Fata Morgana ist im Erdgeschoss mit Bossenwerk versehen. Der Eingang führt zum Innenhof und zu einer zweizügigen Treppe zum Obergeschoss. Die Eingangstüre wird von zwei Säulen flankiert, die den darüber liegenden Balkon stützen, und die Fenster sind mit Architraven versehen. Der Putz im Obergeschoss ist glatt mit Ausnahme der Eckstücke, die Fensteröffnungen sind mit gerundeten Tympana versehen, die von einem Band umschlossen werden, das über die gesamte Fassade verläuft und reich mit floralen Motiven dekoriert ist.
An den anderen Fassaden wiederholen sich die gleichen architektonischen Elemente. Sie unterscheiden sich lediglich durch die Anordnung der Balkone mit ihren charakteristischen, kunstvoll gearbeiteten Geländern aus Schmiedeeisen.
Die Fassaden schließen oben mit gezahnten Traufgesimsen und einer Balustrade ab, die im Wechsel mit kleinen Säulen gesetzt ist.